# Авиаспециалисты бывших советских республик в Африке
В 1990-е и 2000-е годы в страны Африки из бывших советских республик произошёл наплыв авиаспециалистов, что было вызвано тяжёлым экономическим положением после распада СССР. Их деятельность чаще всего осуществлялась по контрактам с частными компаниями, но некоторые работали на государство. Пилоты и техники трудились как в гражданской, так и в военной авиации. Многие погибли в ходе авиакатастроф, вооружённых конфликтов или же вовсе пропали без вести.

## Предыстория
В начале 1990-х значительная часть высококвалифицированных специалистов военно-оборонного комплекса и авиаторов бывшего СССР оказались в тяжёлом материальном положении. Обвальное сокращение перевозок выбросило из гражданской авиации тысячи лётчиков и техников. В аэропортах остались тысячи ненужных самолётов и вертолётов. Позже ко всему этому добавилось ещё и сокращение старого парка советских летательных аппаратов с заменой на западные образцы. Руководство, не желая тратиться на переобучение зрелых специалистов, охотнее набирало молодых, которые уже умели эксплуатировать зарубежную авиатехнику.
Безработные специалисты подались в частные компании, возникшие на базе государственных авиахозяйств. Некоторые уходили в иностранные предприятия. Так, например, в начале 90-х годов в Москве появилось несколько пунктов найма пилотов. Одним из самых популярных мест была гостиница «Космос». Здесь эмиссары иностранных авиакомпаний предлагали авиаторам работу, чаще всего за границей. Вербовщик обещал задаток до $1 тыс. наличными и зарплату от $1,5 тыс. в месяц. Были расценки и в три тысячи. Для сравнения, в России и СНГ по тем временам авиаспециалисты получали по 50—100 долларов.
И отечественные, и зарубежные компании активно работали в странах Африканского континента, где транспортная инфраструктура была недостаточно развита в силу экономической отсталости, сложной и нестабильной военно-политической обстановки.

## Деятельность
По словам президента Ассоциации лётного состава России Анатолия Кочура, в 1990-е за границу уехали около 7 тыс. лётчиков и техников бывшего СССР, из которых 400 — в Африку. Федеральная авиационная служба России заявляла о минимум десять тысяч пилотов, штурманов, бортинженеров, специалистов наземного обслуживания по всему континенту. В 2007 году в Украине заявили о порядка 700 своих соотечественников, работающих как авиаспециалисты в Африке. На 2011 год профсоюз лётного состава России располагал данными о 300 пилотах, а ассоциация лётного состава —  500 и более своих авиаторов на «Чёрном контингенте». В газете «Наша версия» общая численность авиаторов со всего постсоветского пространства оценивалась в более двух тысяч человек.
В Анголе (по данным посольства РФ на середину 90-х и начало нулевых) действовали свыше 20 экипажей российских, украинских, молдавских и белорусских лётчиков. 
В Демократической Республике Конго, согласно информации «Новой газеты», на 2007 год по контрактам с частными авиакомпаниями работали самостоятельно порядка двухсот пилотов из стран СНГ, плюс несколько конголезских авиакомпаний (таких как Malila Airlift, Service Air, Africa One и другие) эксплуатировали самолёты «Ан» с российскими экипажами. В соседней Республике Конго лётчики из России также летали по всей стране, включая малые приграничные поселения, и имели две основные базы – в столице Браззавиле и в городе Пуэнт-Нуар. Ещё 40 российских пилотов некоторое время жили в здании торгпредства РФ в столице Анголы Луанде, откуда летали в том числе и в соседнюю Намибию. В ней был пункт базирования в городе Ондангва, а в аэропорту портового города Уолфиш-Бей работали лётчики из Екатеринбурга, ремонтировавшие советские самолёты из Анголы.
Российские и украинские лётчики в 2000-х наладили авиасообщение между Джибути, Сомали и Эфиопией. Их можно было встретить в городах Бусасо, Дире-Дауа, Бахр-Дар и Аддис-Абеба.
Также присутствие авиаспециалистов из бывших советских республик замечено в Либерии, Мали, Чаде, Сьерра-Леоне, Ливии, Кот-д’Ивуаре, Эритрее, Марокко, ЮАР, Мозамбике, Гвинее, Экваториальной Гвинее, Судане, Кении и Уганде.
В Африке бывшие советские лётчики перевозили товары народного потребления, топливо, материалы для строительства, а также оружие. Работали они и на официальные органы и департаменты африканских государств, занимаясь перевозками в их интересах. Распространёнными были также пассажирские рейсы, которые часто сопровождались различными нарушениями, в частности, перегрузом. Лётчики старались усадить как можно больше человек, чтобы получить большую выручку, но порой это приводило к авиакатастрофам.
Среди лётчиков выделились три основные категории: контрактники по линии нефтяных и алмазодобывающих производственных корпораций, работники ООН и других международных организаций по договору, а также одиночки.

Оперативники управления «Т» (контрразведывательное обеспечение транспорта) Департамента экономической безопасности российской ФСБ в начале 2000-х констатировали: 
Использование российских самолётов за границей, особенно в африканских странах, приводит к серьёзному политическому и экономическому ущербу для России... Надо смотреть правде в глаза: российские самолёты перевозят в Африке и оружие, и боеприпасы, и наркотики.

## Авиакатастрофы
Ангола
- 11 августа 1998: в аэропорту Сауримо в результате неудачного приземления разбился транспортный самолёт Ан-12 авиакомпании Allada. Экипаж состоял из российских граждан. Один человек погиб, семь получили ранения[1].
- 2 февраля 1998: в столице разбился либерийский Ан-12 с российским экипажем, перевозивший продовольствие по контракту с ангольской фирмой Savana Air. Самолёт упал на жилой квартал Луанды. Четверо российских лётчиков и семеро находившихся на борту ангольцев погибли. Ещё 12 человек погибли под развалинами домов[1].
- 16 мая 2003: при взлёте в аэропорту города Менонге из-за неисправности в одном из двигателей разбился Ан-12 с российским экипажем. Погибли четыре лётчика[6].

 Демократическая Республика Конго
- 8 января 1996: Российский грузовой самолёт Ан-32Б авиакомпании «Московские воздушные линии (Moscow Airways)» совершал внутренний рейс по маршруту Киншаса—Кахемба, но при разбеге по ВПП аэропорта Киншасы не смог подняться в воздух, выкатился за её пределы и врезался в рынок, который был расположен совсем рядом с ВПП (фактически в центре города). В катастрофе погибло 237 человек. 5 из 6 членов экипажа выжили, но больше года провели в заирской тюрьме (см. Катастрофа Ан-32 в Киншасе).
- Август 2001: в джунглях из-за отказа двигателя разбился принадлежавший местной компании Agefreco Air самолёт Ан-28. На месте катастрофы, в 25 км от аэропорта города Букаву, бойцы из отрядов повстанцев и местные жители нашли тела двоих пилотов и трехлётнего конголезского ребёнка. Ещё семь человек, находившихся в самолёте, получили ранения. Как заявил владелец самолёта Патрис Башенгези, его пилотировали гражданин России и гражданин Казахстана[1].
- 8 мая 2003: порядка 250 человек выдуло за борт из салона транспортного самолёта Ил-76, управлявшегося украинским экипажем и выполнявшего рейс из Киншасы на высоте нескольких тысяч метров. Это произошло из-за внезапного самопроизвольного открытия грузового люка, расположенного в хвостовой части воздушного судна. На борту в это время находились рота охраны президента Жозефа Кабилы, которую перевозили для участия в параде, а также большая группа спецназовцев полиции с семьями[6].
- 29 ноября 2003: после неудачной попытки взлёта, во время захода на второй разбег, из-за разрыва шины за пределы взлётно-посадочной полосы на рыночную площадь в Боэнде неожиданно вылетел самолёт Ан-26. В результате погибли все 6 членов экипажа, включая российских пилотов, 14 из 18 пассажиров, а также 13 человек на земле[6].
- 30 марта 2005: белорусский авиатор погиб при крушении грузового самолёта[9].
- 5 мая 2005: в районе Кисангани потерял радиосвязь, задел при развороте пропеллерами деревья и потерял контроль над управлением самолёт Ан-24 авиакомпании Kisangani Airlift, пилотируемый российскими лётчиками. Экипаж и шесть пассажиров погибли[6].
- 25 мая 2005: спустя полчаса после взлёта потерял контакт с диспетчерской башней и упал на дно ущелья вылетевший из города Гома самолёт Ан-12 компании, принадлежащей россиянину из Ливии. Пять членов экипажа, набранного из россиян и одного белоруса[9], и все 22 пассажира погибли. Воздушное судно выполняло заказы министерства обороны республики[6].
- 5 сентября 2005: при заходе на посадку в районе аэропорта Исиро задел деревья, загорелся и развалился на части самолёт Ан-26. Экипаж из четырёх человек, включавший троих россиян, а также все семь пассажиров погибли[6].
- 7 июля 2006: в районе аэропорта города Гома на восьмой минуте взлёта в результате отказа двигателя и разворота на аварийную посадку врезался в гору транспортный самолёт Ан-12. Погибли двое африканских пассажиров и трое лётчиков из России[6].
- 3 августа 2006: при приближении к аэропорту в городе Букаву врезался в гору, упал в лес и сгорел самолёт Ан-28 одной из конголезских авиакомпаний. Все члены российско-киргизско-украинского экипажа и девять пассажиров-африканцев погибли[6].
- Декабрь 2006: потерпел крушение Су-25 ВВС ДРК, пилот которого, наёмник из Белоруссии, погиб[10].
- Июнь 2007: упал Су-25 ВВС ДРК, на котором погиб украинский наёмник[10].
- 4 октября 2007: крушение Ан-26 под Киншасой. 52 (21 в самолёте и 31 на земле) погибших и 29 (1 в самолёте + 28 на земле) раненых. Среди жертв — трое граждан России (см. Катастрофа Ан-26 под Киншасой).
- 27 февраля 2017: близ города Рутшуру провинции Северное Киву потерпели крушения два боевых вертолёта Ми-24 ВВС ДРК. Экипаж первого состоял из грузин. На втором были белорусы. Вместе с ними летели ещё трое конголезских военнослужащих. Погибших нет. (см. Катастрофа в Рутшуру)
- 20 декабря 2018: разбился Ан-26, выполнявший рейс Киншаса–Чикапа–Киншаса. В составе экипажа были четыре российских лётчика и двое конголезцев. Все они погибли[11].

 Республика Конго
- 16 июля 2012: в 150 километрах к северу от Браззавиля белорус и россиянин погибли при крушении вертолёта Ми-2[12].

 Сомали
- 23 марта 2007: военно-транспортный самолёт Ил-76ТД белорусской авиакомпании «Трансавиаэкспорт» был сбит при взлёте из аэропорта города Могадишо. 11 членов экипажа погибли.(см. Катастрофа Ил-76 в Могадишо 23 марта 2007)

 Судан
- 27 июня 2008: вблизи города Малакаль разбился самолёт Ан-12, который выполнял рейс Хартум—Джуба. В катастрофе погибли семь человек, из которых четверо были гражданами Украины, один армянин, остальные — суданцы. Одному члену экипажа, гражданину Судана, удалось выжить[13].
- 30 июня 2008: в Хартуме потерпел крушение Ил-76. Погибли трое россиян и один белорус[13][2].

 Сьерра-Леоне
- 3 июля 2007: в момент приземления взорвался и загорелся в воздухе вертолёт Ми-8 африканской авиакомпании Paramount Airlines, перевозивший 19 болельщиков футбольной команды Того. Погибли все пассажиры и два пилота – граждане России и Молдавии. Командиру экипажа, тоже россиянину, удалось спастись[6].

 Танзания
- 23 марта 2005: разбился Ил-76 молдавской компании. Погибли семеро белорусов и ещё один уроженец бывшего СССР[2][14].

 Уганда
- 8 января 2005: летевший в столицу Киншасу транспортный самолёт Ан-12 с грузом фасоли и автомобилями на борту упал в лесу из-за отказа двигателя, перегруженности и смещения центра тяжести. Погибший экипаж состоял из шестерых россиян[6].

 Чад
- 23 апреля 2006: при заходе на посадку у города Нджамена самолёт Ан-74 из-за неожиданно возникших технических проблем перелетел через аэропорт и рухнул в открытом поле на территории соседнего государства Камерун. Погиб весь экипаж, состоявший из шести украинцев. Согласно контракту, самолёт служил для перевозки высокопоставленных чиновников страны и некоммерческих грузов[6].

 Экваториальная Гвинея
- 16 июля 2005: после взлёта из аэропорта Малабо исчез с экранов радаров, загорелся и упал в джунгли самолёт Ан-24. Погибли члены экипажа – выходцы из СНГ, а также все 54 пассажира[6].

 ЮАР
- 10 февраля 1999: в Кейптауне потерпел катастрофу вертолёт Ми-8 местной авиакомпании. Доставив холодильное оборудование на крышу гостиницы Cape Sun International, вертолёт при взлёте задел лопастью соседнее здание, после чего рухнул на землю с 50-метровой высоты. Погибли все члены экипажа, в том числе российский бортмеханик[1].

## Аресты и пленения
- Май 1997: во время очередного военного переворота в Сьерра-Леоне в заложники попали четыре вертолётчика: три белорусских и один российский[15][16].
- Ноябрь 1997: дипломаты РФ освободили из плена 11 российских лётчиков, работавших в Конго по контракту с бельгийской фирмой, занимавшейся перевозками продовольствия и обвинённых пришедшей к власти оппозицией в транспортировке оружия, которое бывшее руководство использовало против повстанцев[3].
- Июль 2003: в Судане на военном аэродроме Эль-Фашер арестован вертолёт Ми-26 с тринадцатью россиянами. Вертолёт был окружён вооружёнными автоматчиками, а затем лётчиков в течение нескольких дней вплоть до освобождения по линии МИДа РФ держали под домашним арестом. Их обвиняли в неправильном оформлении транзитных документов и возможных контактах с местной повстанческой группировкой[6].
- Ноябрь 2004: на фоне инцидента в Буаке в Того и Кот-д’Ивуаре были задержаны восемь украинцев, трое россиян и двенадцать белорусов. Все они имели разный статус: члены экипажа транспортника, техники и военные специалисты. (см. Французско-ивуарский конфликт)
- Май 2011: американские спецслужбы задержали россиянина Константина Ярошенко. Его обвинили в наркотрафике.
- Февраль 2017: после крушения вертолёта Ми-24 в ДР Конго в плен к боевикам М23 попал грузин. Через несколько месяцев он погиб. (см. Катастрофа в Рутшуру)

## Инциденты в Анголе
В 1990-е самым опасным регионом среди авиаторов постсоветского пространства считалась Ангола. Основную угрозу представляла сложная военно-политическая обстановка в стране. Затяжной конфликт с вооружённой оппозиционной группировкой УНИТА, контролировавшей в те годы треть территории страны, делали полёты в некоторых провинциях небезопасными. Повстанцы в стремлении дестабилизировать ситуацию и повлиять на правящий режим сбивали гражданские самолёты. Выживших пилотов либо расстреливали, либо брали в заложники с целью обменять на своих пленённых боевиков или добиться других уступок со стороны властей.
Только за четыре месяца 1999 года в Анголе было сбито 8 самолётов с российскими экипажами. Из них выжили лишь пять человек, которые были освобождены спустя месяцы в результате долгих переговоров с оппозицией, в том числе при содействии международных организаций. Всего в 90-е годы в Анголе погибло и пропало без вести 17 экипажей. Среди исчезнувших — молдавский Ан-72 (на борту было шесть авиаторов), пропавший в декабре 1997, и Ан-26Б авиакомпании «Пермские моторы», пилотируемый российским экипажем, который потеряли в 1998-м. Общее число исчезнувших машин и экипажей достигает восьми.

## Вооружённые конфликты
Многие бывшие лётчики военной авиации, нанятые по индивидуальным контрактам либо работавшие под покровительством своих властей, приняли участие в боевых действиях. В отдельных случаях это были военные специалисты из действующих вооружённых сил, направленные по государственной линии. 
- Первая конголезская война/Вторая конголезская война/Итурийский конфликт/Конфликт в Киву: Лётчики базировались на аэродромах Гома и Букаву. Боевые вылеты осуществлялись на четырёх Су-25, закупленных в Грузии по контракту 1999 года Тбилисского авиационного завода, в том числе два самолёта постройки 1991 года (заводские номера 25508110578 и 25508110579, бортовые номера ВВС ДРК FG-500 и FG-501) и два самолёта новой постройки 1999 года (заводские номера 25508110580 и 25508110581, бортовые номера ВВС ДРК FG-502 и FG-503). Доставка машин из Тбилиси в ДРК была осуществлена в конце 1999 — начале 2000 года, после чего данные четыре штурмовика составили основу боевого потенциала ВВС страны. На них летали белорусы и украинцы[10].
- Эфиопо-эритрейский конфликт: Эфиопию поддержали военные специалисты, направленные от России, а Эритрею — от Украины. При этом по обе стороны служили и наёмники из СНГ. Основная масса иностранцев была при авиации и ПВО[17][18][19][20]. (см. Группа российских военных специалистов в Эфиопии и Участие украинцев в эфиопо-эритрейском конфликте)
- Первая Ивуарийская война: при правительственных войсках на аэродроме Ямусукро действовала группа лётчиков и техников из Белоруссии (их статус до конца не ясен), которые помогали африканским авиаторам в освоении Су-25, поставленных также белорусами. Среди лётчиков был отставной полковник ВВС РБ Юрий Сушкин, который получит широкую известность за инцидент в Буаке, где он в экипаже с Анжем Гнандуетом по ошибке атакует базу французских войск, перепутав их с боевиками «Новых сил». (см. Белорусские наёмники в Кот-д’Ивуаре)
- Гражданская война в Ливии (2011): в начале боевых действий в западных СМИ появилась информация, что в подавлении уличных беспорядков участвуют белорусские, а также сербские, украинские и румынские наёмники. Иностранные бойцы пилотировали боевую авиацию, обстреливая оппозицию, а также проводили патрулирование и зачистку улиц на автомобилях[21]. Военный обозреватель Александр Алесин предположил, что среди белорусских авиаторов могли быть отставные военнослужащие, поскольку официально государство старается не отправлять действующие армейские кадры в «горячие точки»[22]. (см. Белорусы в ливийском конфликте)